# 日本トライアスロン選手権
日本トライアスロン選手権（にほんトライアスロンせんしゅけん）は、日本トライアスロン連合（JTU）、中日新聞東京本社（東京新聞・東京中日スポーツ）が主催するトライアスロンの国内大会である。

## 概要
日本トライアスロン連合発足翌年となる1995年に長良川で第1回大会が開催され、以来毎年行われている。第7回（2001年）からは東京・お台場海浜公園周辺で10月頃に固定され、ジャパンカップランキングファイナルも兼ねている。オリンピック・ディスタンス(スイム1.5km、バイク40km、ラン10kmのトータル51.5km)で行われる。ただし、第26回（2020年）は新型コロナウィルス感染拡大防止のためスプリント・ディスタンス(スイム0.75km、バイク20km、ラン5kmのトータル25.75km)に変更して行われた。第27回（2021年）は会場を宮崎・みやざき臨海公園のサンビーチ一ツ葉周辺に移して行われた。
NTTジャパントライアスロンランキング（旧ジャパンカップ）の最終戦も兼ねて行われ、当大会との合計で年間ランキングが決定する。

## 出場規定
第21回（2015年）の規定
- 日本国籍を有する18歳以上（当該年12月31日時点）のJTU登録選手で男女各75名以内。

出場75名は以下の選考レースより選考される。
1. NTTジャパントライアスロンランキング（3週間前）上位35名。
2. 11地域ブロック予選を通過した36名。
3. 指定トライアスロン大会上位（各5名以内）
  - 前年度日本選手権（3）
  - 日本スプリント選手権（3）
  - 日本ジュニア選手権（3）
  - 日本U23選手権（3）
  - 日本学生選手権（3）
  - 認定記録会5.5級以上（3）
  - 日本ロングディスタンス選手権（1）
  - 上記以外の大会

## 開催地
- 第1回（1995年）、第4回（1998年） - 第6回（2000年） : 国営木曽三川公園の長良川周辺（岐阜県海津市）
- 第2回（1996年） : 波崎漁港周辺（茨城県波崎町）
- 第3回（1997年） : 広島県呉市及び周辺市町
- 第7回（2001年） - 第26回（2020年）、第28回（2022年） : お台場海浜公園周辺（東京都港区）
- 第27回（2021年） - みやざき臨海公園（宮崎県宮崎市）

## 大会成績

### 男子
| 回 | 開催日         | 開催地 | 優勝       | 2位                      | 3位        |
| 1  | 1995年7月30日  | 長良川 | 田村嘉規   | 小原工                   | 小嶋基史   |
| 2  | 1996年9月8日   | 波崎   | 山口博久   | 北里信雄                 | 福井英郎   |
| 3  | 1997年10月5日  | 瀬戸内 | 星野健一   | 小原工                   | 山本淳一   |
| 4  | 1998年7月26日  | 長良川 | 星野健一   | 小原工                   | 仁井晶一   |
| 5  | 1999年8月8日   | 長良川 | 小原工     | 菊地次郎                 | 仁井晶一   |
| 6  | 2000年7月30日  | 長良川 | 斎藤大輝   | 竹内鉄平                 | 永留誠     |
| 7  | 2001年10月21日 | 東京港 | 田山寛豪   | 山本淳一                 | 竹内鉄平   |
| 8  | 2002年10月27日 | 東京港 | 福井英郎   | 田山寛豪                 | 西内洋行   |
| 9  | 2003年11月9日  | 東京港 | 西内洋行   | 福井英郎                 | 田山寛豪   |
| 10 | 2004年10月24日 | 東京港 | 田山寛豪   | カートニー・アトキンソン | 平野司     |
| 11 | 2005年10月23日 | 東京港 | 平野司     | 田山寛豪                 | 細田雄一   |
| 12 | 2006年10月22日 | 東京港 | 田山寛豪   | 杉本宏樹                 | 高濱邦晃   |
| 13 | 2007年10月21日 | 東京港 | 田山寛豪   | 福井英郎                 | 杉本宏樹   |
| 14 | 2008年10月26日 | 東京港 | 田山寛豪   | 佐藤治伸                 | 山本良介   |
| 15 | 2009年10月18日 | 東京港 | 田山寛豪   | 山本良介                 | 細田雄一   |
| 16 | 2010年10月17日 | 東京港 | 山本良介   | 田山寛豪                 | 細田雄一   |
| 17 | 2011年10月16日 | 東京港 | 細田雄一   | 山本良介                 | 下村幸平   |
| 18 | 2012年11月11日 | 東京港 | 田山寛豪   | 山本良介                 | 細田雄一   |
| 19 | 2013年10月13日 | 東京港 | 田山寛豪   | 細田雄一                 | 下村幸平   |
| 20 | 2014年10月26日 | 東京港 | 田山寛豪   | 細田雄一                 | 谷口白羽   |
| 21 | 2015年10月9日  | 東京港 | 古谷純平   | 細田雄一                 | 椿浩平     |
| 22 | 2016年10月9日  | 東京港 | 田山寛豪   | 古谷純平                 | 細田雄一   |
| 23 | 2017年10月15日 | 東京港 | 田山寛豪   | 細田雄一                 | 小田倉真   |
| 24 | 2018年10月14日 | 東京港 | 北條巧     | 古谷純平                 | 細田雄一   |
| 25 | 2019年10月6日  | 東京港 | 北條巧     | 古谷純平                 | 小田倉真   |
| 26 | 2020年11月8日  | 東京港 | ニナー賢治 | 北條巧                   | 古谷純平   |
| 27 | 2021年10月23日 | 宮崎   | 細田雄一   | 徳山哲平                 | 谷口白羽   |
| 28 | 2022年10月9日  | 東京港 | 小田倉真   | 玉﨑稜也                 | 吉川恭太郎 |
| 29 | 2023年10月15日 | 東京港 | ニナー賢治 | 岩本敏                   | 徳山哲平   |
| 30 | 2024年11月17日 | 東京港 | 北條巧     | 内田弦大                 | 佐藤錬     |

### 女子
| 回 | 開催日         | 開催地 | 優勝       | 2位        | 3位        |
| 1  | 1995年7月30日  | 長良川 | 小林美智子 | 鈴木あや子 |            |
| 2  | 1996年9月8日   | 波崎   | 小梅川雪絵 | 若月加代   | 山崎真理子 |
| 3  | 1997年10月5日  | 瀬戸内 | 中西真知子 | 志垣めぐみ |            |
| 4  | 1998年7月26日  | 長良川 | 枇杷田深雪 | 仲野瑞穂   |            |
| 5  | 1999年8月8日   | 長良川 | 小梅川雪絵 | 平尾明子   | 坂根三佳   |
| 6  | 2000年7月30日  | 長良川 | 小梅川雪絵 | 平尾明子   | 大河原浩美 |
| 7  | 2001年10月21日 | 東京港 | 関根明子   | 庭田清美   | 中西真知子 |
| 8  | 2002年10月27日 | 東京港 | 中西真知子 | 庭田清美   | 松本夏希   |
| 9  | 2003年11月9日  | 東京港 | 庭田清美   | 中西真知子 | 高橋梨香   |
| 10 | 2004年10月24日 | 東京港 | 関根明子   | 庭田清美   | 忽那静香   |
| 11 | 2005年10月23日 | 東京港 | 庭田清美   | 関根明子   | 忽那静香   |
| 12 | 2006年10月22日 | 東京港 | 庭田清美   | 関根明子   | 中西真知子 |
| 13 | 2007年10月21日 | 東京港 | 上田藍     | 関根明子   | 井出樹里   |
| 14 | 2008年10月26日 | 東京港 | 井出樹里   | 庭田清美   | 足立真梨子 |
| 15 | 2009年10月18日 | 東京港 | 井出樹里   | 足立真梨子 | 上田藍     |
| 16 | 2010年10月17日 | 東京港 | 﨑本智子   | 上田藍     | 足立真梨子 |
| 17 | 2011年10月16日 | 東京港 | 井出樹里   | 上田藍     | 﨑本智子   |
| 18 | 2012年11月11日 | 東京港 | 上田藍     | 高橋侑子   | 井出樹里   |
| 19 | 2013年10月13日 | 東京港 | 上田藍     | 高橋侑子   | 﨑本智子   |
| 20 | 2014年10月26日 | 東京港 | 佐藤優香   | 上田藍     | 高橋侑子   |
| 21 | 2015年10月9日  | 東京港 | 上田藍     | 佐藤優香   | 高橋侑子   |
| 22 | 2016年10月9日  | 東京港 | 上田藍     | 高橋侑子   | 高橋世奈   |
| 23 | 2017年10月15日 | 東京港 | 佐藤優香   | 高橋侑子   | 瀬賀楓佳   |
| 24 | 2018年10月14日 | 東京港 | 高橋侑子   | 佐藤優香   | 岸本新菜   |
| 25 | 2019年10月6日  | 東京港 | 高橋侑子   | 岸本新菜   | 福岡啓     |
| 26 | 2020年11月8日  | 東京港 | 上田藍     | 中嶋千紗都 | 酒井美有   |
| 27 | 2021年10月23日 | 宮崎   | 上田藍     | 蔵本葵     | 中山彩理香 |
| 28 | 2022年10月9日  | 東京港 | 林愛望     | 福岡啓     | 江田佳子   |
| 29 | 2023年10月15日 | 東京港 | 高橋侑子   | 林愛望     | 酒井美有   |
| 30 | 2024年11月17日 | 東京港 | 高橋侑子   | 林愛望     | 佐藤優香   |

## 放送について
第1回大会はフジテレビ系列全国ネットで生中継された。
現在はNHK BS1にて後日ダイジェストとして放送される。
第26回より日本トライアスロン連合公式YouTubeチャンネルにてライブ配信を行っている。